# Jan Smeets (Pinkpop)
Jan Smeets (Einighausen, 26 januari 1945) is voormalig directeur en een van de oprichters van het popfestival Pinkpop. In 2024 is als eerbetoon het Jan Smeets Fonds naar hem vernoemd.
Smeets werkte in zijn jonge jaren als 'amusementsmanager' bij jongerencentrum De Berchmans (1966-1972) in de Bredestraat in Maastricht. Met onder anderen Hans van Beers van jongerencentrum Donkiesjot in Sittard,  journalist Wim Wennekes en jongerenwerker Frits van Reysen organiseerde hij in 1970 het eerste Pinkpopfestival in Geleen, toen nog een eendagsfestival op tweede pinksterdag. Smeets werd directeur van Buro Pinkpop, de organisator van het festival, en bouwde Pinkpop in de loop der jaren uit tot een meerdaags jaarlijks festival met tienduizenden bezoekers. Vanaf 1986 werd samengewerkt met organisator Mojo Concerts. Behalve directeur en organisator is Smeets jaarlijks ook een van de presentatoren van het festival.
Pinkpop is het oudste nog bestaande openluchtfestival ter wereld. Van 2007 tot en met 2013 werd tevens het eendaagse Pinkpop Classic georganiseerd.
Naast zijn activiteiten voor Pinkpop was Smeets lid van de Limburgse Provinciale Staten voor de Partij van de Arbeid. Bij het 30-jarig jubileum van Pinkpop kreeg hij een koninklijke onderscheiding als ridder in de Orde van Oranje-Nassau en daarna nog diverse onderscheidingen zoals een Buma Gouden Harp 2018. Op 25 april 2019 werd hij bevorderd tot officier in de Orde van Oranje-Nassau.
In september 2020 gaf Smeets op de website van Pinkpop te kennen dat hij in verband met zijn gezondheid stopt als directeur van Pinkpop.
Smeets is ook al jaren manager van de Vlaamse komiek Urbanus.

## Jan Smeets Fonds
In juni 2024 is het Jan Smeets Fonds opgericht voor de ondersteuning en ontwikkeling van popmuziektalent in de Limburgse regio. De provincie Limburg heeft na de oprichting een subsidiebijdrage van € 400.000,- aan het fonds gedoneerd. Pop in Limburg (Stichting Popmuziek Limburg) coördineert het fonds de komende vier jaar.